# Elecciones generales de Serbia de 1990
Las elecciones generales de Serbia se llevaron a cabo los días 9 y 23 de diciembre de 1990. La primera vuelta de las parlamentarias tuvo lugar el domingo 9, mientras que la segunda vuelta como las elecciones presidenciales fueron realizadas el domingo 23.
Éstas fueron las primeras elecciones parlamentarias en Serbia desde 1912, además de ser la primera vez en las que un partido que no fuese la Liga de Comunistas de Yugoslavia tuviese la oportunidad de participar en la política del país luego de la instalación de la República Federativa Socialista de Yugoslavia. El Partido Socialista de Serbia obtuvo la mayoría del voto en las parlamentarias, con un 46,09% de éste, estableciéndose como mayoría absoluta en la Asamblea Nacional con 194 escaños. Asimismo, el líder del partido, Slobodan Milošević fue elegido presidente con el 65,34% de los votos.

## Resultados

### Elecciones presidenciales
| Candidato          | Partido                                                                           | # de votos | %     |
| ------------------ | --------------------------------------------------------------------------------- | ---------- | ----- |
| Slobodan Milošević | Partido Socialista de Serbia                                                      | 3.285.799  | 65,34 |
| Vuk Drašković      | Movimiento de Renovación Serbio                                                   | 824.674    | 16,40 |
| Ivan Đurić         | Asociación para la Iniciativa Democrática Yugoslava y Unión de Fuerzas de Reforma | 277.398    | 5,52  |
| Sulejman Ugljanin  | Partido de Acción Democrática                                                     | 109.456    | 2,18  |
| Vojislav Šešelj    | Ninguno - Agrupación Ciudadana                                                    | 96.277     | 1,91  |
| Blažo Perović      | Bloque JU                                                                         | 57.420     | 1,14  |
| Slobodan Matić     | Unión de todos los Serbios del Mundo                                              | 28.978     | 0,58  |
| Otros              | Varios                                                                            | 349.121    | 6,93  |
| Total              | Total                                                                             | 4,859,662  | 100.0 |
| Inscritos          | Inscritos                                                                         | 7.033.610  |       |
| Total              | Total                                                                             | 5.029.123  |       |
| Votos válidos      | Votos válidos                                                                     | 4.859.662  |       |
| Votos inválidos    | Votos inválidos                                                                   | 169.461    |       |

### Elecciones parlamentarias
| Partido                                                    | # de votos | %     | Escaños |
| ---------------------------------------------------------- | ---------- | ----- | ------- |
| Partido Socialista de Serbia (SPS)                         | 2.320.587  | 46,09 | 194     |
| Movimiento de Renovación Serbio (SPO)                      | 794.789    | 15,79 | 19      |
| Partido Democrático (DS)                                   | 374.887    | 7,45  | 7       |
| Unión Democrática de los Húngaros de Voivodina (DVZM)      | 132.726    | 2,64  | 8       |
| Partido de Acción Democrática (SDA)                        | 84.156     | 1,67  | 3       |
| Unión de las Fuerzas Reformistas de Yugoslavia (SRSJ)      | 71.865     | 1,43  | 2       |
| Partido Popular Campesino (NSS)                            | 68.045     | 1,35  | 1       |
| Partido de los Campesinos de Serbia (SSS)                  | 52.663     | 1,05  | 2       |
| Partido Democrático Serbio) (SDS)                          | 32.927     | 0,65  | 1       |
| Asociación para la Iniciativa Democrática Yugoslava (UJDI) | 24.928     | 0.50  | 1       |
| Alianza Democrática de los Croatas en Voivodina (DSH)      | 23.630     | 0.47  | 1       |
| Partido por la Acción Democrática (PDD)                    | 21.998     | 0.44  | 1       |
| Partido de los Yugoslavos (SJ)                             | 21.784     | 0.43  | 1       |
| Partido de Reforma Democrática de los Musulmanes (DRSM)    | 3.432      | 0.07  | 1       |
| Agrupaciones ciudadanas                                    | 456.318    | 9.06  | -       |
| Otros                                                      | 341.732    | 6,79  | -       |
| Total                                                      | 4,859,662  | 100,0 | 250     |